# Ach Liebling … nicht hier!
Ach Liebling … nicht hier! (Originaltitel: Wives and Lovers) ist eine US-amerikanische Filmkomödie aus dem Jahr 1963. Vorlage für das Drehbuch war das Theaterstück The First Wife von Jay Presson Allen.

## Handlung
Bill Austin ist ein erfolgloser Schriftsteller, dessen Lebensumstände so manchen Wunsch offenlassen. Seine Frau Bertie hält aber zu ihm und versorgt die kleine Familie, zu der auch Tochter Julie gehört. Bills Agentin Lucinda Ford hat Neuigkeiten. Sie hat Bills Roman an einen Verleger verkaufen können. Es ist zudem geplant, aus dem Buch ein Theaterstück und später auch einen Kinofilm zu machen.
Bill kann seine Frau davon überzeugen, ihre Arbeit aufzugeben. Die Familie zieht in ein elegantes Haus in Connecticut. Während Bill mit Lucinda an einer Bühnenadaption seines Romans arbeitet, verbringt Bertie ihre Zeit mit der trinkfreudigen Nachbarin Fran Cabrell und deren Freund Wylie Driberg. Als Bill und Lucinda immer länger zusammenarbeiten, beschuldigt ihn Bertie, dass da wohl mehr im Spiel sei. Im Gegenzug flirtet sie mit dem Schauspieler Gar Aldrich, der in Bills Stück mitspielen soll.
Das Theaterstück wird am Broadway aufgeführt und ein voller Erfolg. Doch Bertie war bei der Premiere nicht anwesend. Bill fährt nach Hause, um sich von Bertie zu trennen. Als er ankommt, erscheint auch Gar. Bill wirft ihn aus dem Haus. Bill und Bertie erkennen, dass sie sich gegenseitig treu geblieben sind. Sie wollen ihrer Ehe eine neue Chance geben.

## Hintergrund
Die US-Premiere fand am 28. August 1963 statt. In Deutschland kam der Film am 4. Oktober desselben Jahres in die Kinos.
Für die Kostüme des Films war Edith Head verantwortlich. Sam Comer und Hal Pereira sorgten für die Ausstattung des Films.

## Kritiken
Für das Lexikon des internationalen Films war der Film eine „mäßig erheiternde Komödie mit einigen satirischen Seitenhieben auf Publicity- und Starrummel.“ Bosley Crowther von der New York Times verurteilte das Drehbuch als „banal und witzlos“. Zudem bezeichnete er die Regie als „hölzern“.

## Auszeichnungen
1964 war der Film in der Kategorie Beste Kostüme (s/w) für einen Oscar nominiert.